# Ziziphus rivularis
Ziziphus rivularis är en brakvedsväxtart som beskrevs av Leslie Edward Wastell Codd. Ziziphus rivularis ingår i släktet Ziziphus och familjen brakvedsväxter. Inga underarter finns listade i Catalogue of Life.